# Nelly Trenti
Nélida Haydée Trenti, conocida como Nelly Trenti (Buenos Aires; 20 de febrero de 1935 o 1937 - Buenos Aires; 1 de septiembre de 2022) fue una conductora y locutora argentina, famosa por ser la voz del programa de almuerzos conducido por Mirtha Legrand durante casi cincuenta temporadas. Fue la primera locutora en ganar el premio Martín Fierro en 1959.

## Carrera
Hija de Alberto Trenti e Isabel Martín, estudió en el ISER, comenzó a trabajar de locutora a los diecisiete años, antes de recibirse, cuando hizo las prácticas en el viejo Canal 7 en reemplazo de Nelly Prince para un aviso publicitario. Se convirtió en la primera mujer que condujo el noticiero de ese canal.
En 1960 contrajo matrimonio con un hombre ajeno al ambiente, Robel Iván Merech, un aviador comercial, de quien se separó en la misma década.
A comienzos de 1990, cuando Legrand se mudó a ATC, Daniel Tinayre le ofreció ser la voz de locución del programa Almorzando con Mirtha Legrand, programa en el que siguió hasta 2020.
En 1958 actuó en un teleteatro escrito por Horacio S. Meyrialle y protagonizado junto a los principales locutores del medio: Pinky, Nelly Prince, Thelma Mendoza, Juan José Piñeiro, Guillermo Brizuela Méndez, Carlos Andrich y Adolfo Salinas.
Trabajó con grandes locutores argentinos como Orlando Marconi, Pinky, Carlos D'Agostino, Antonio Carrizo, Cacho Fontana, Colomba, Magdalena Ruiz Guiñazú y Julio Vivar.
Se hizo famosa por publicidades de La Franco Inglesa, Gath & Chaves (Gatichaves) y Sadima Muebles.

## Galardones y nominaciones
Entre otros premios recibió en 1959 el Premio Martín Fierro a la mejor locutora. En 2018 estuvo nominada como mejor locutora por Almorzando con Mirtha Legrand y La noche de Mirtha.

## Televisión
- 2013-2021: La noche de Mirtha.
- 2002: Son amores.
- 1992: Enrique Pinti y los pingüinos.
- 1990-2020: Almorzando con Mirtha Legrand.
- 1988/1997: TPA noticias.
- 1986: Las historias de Galán.
- 1986: TVI.
- 1980: A toda tarde, Orlando Marconi y Eddie Pequenino.
- 1977: Siesta, junto con Víctor Sueiro.
- 1975: Variedades Concert.
- 1973: Estrellas de mediodía.
- 1966: Notidós.
- 1963: Conteste primero.

## Frases célebres
- Usted camina y camina, y al final compra en Sadima.[9]
- Con ustedes, la señora Mirtha Legrand.[2]
- Almuerzan hoy con la señora Mirtha Legrand.[5]